# Casey Wilson
Cathryn Rose "Casey" Wilson, född 24 oktober 1980 i Alexandria i Virginia, är en amerikansk skådespelare, komiker och manusförfattare. 
Hon var en del av ensemblen i humorprogrammet Saturday Night Live där hon medverkade 2008-2009. Wilson har även deltagit i långfilmerna Killers (2010) och Bröllopsduellen (2009) och i tv-serien Happy Endings. Bröllopsduellen skrev hon även manus till.
Sedan 2014 är hon gift med manusförfattaren David Caspe. Tillsammans har paret två söner födda 2015 och 2017, samt en dotter född 2023. Den yngsta dottern är född via surrogat.

## Filmografi i urval
- 2008–2009 – Saturday Night Live (TV-serie)
- 2009 – Bröllopsduellen
- 2010 – Killers
- 2011–2013 – Happy Endings (TV-serie)
- 2014 – Gone Girl
- 2014–2015 – Marry Me (TV-serie)